# Jungle Man
"Jungle Man" är en låt av det amerikanska rockbandet Red Hot Chili Peppers. Låten släpptes 1985 på deras album Freaky Styley. Det är den första låten på albumet och den släpptes som singel. En video blev även gjord till låten. Den består mest av klippen från den tour bandet hade vid den tiden. Sångaren Anthony Kiedis text i låten handlar om basisten i bandet, Michael "Flea" Balzary.